# محصول واپاشی

زنجیره واپاشی از ایزوتوپ سرب-۲۱۲ تا سرب-۲۰۸ و محصولات ایجاد شده میانی طی این فرآیند.

محصول واپاشی (به انگلیسی: Decay product) در علوم هسته‌ای به ذرات ایجاد شده در اثر واپاشی هسته یک ایزوتوپ پرتوزا گفته می‌شود. اهمیت این محصولات از آن جهت است که موجب فهم بهتر فرآیند واپاشی ایزوتوپ‌ها و زباله‌های رادیو اکتیو می‌شود. هستهٔ سرب، برای عناصر با عدد اتمی بیشتر از سرب، محصول نهایی واپاشی پس از طی زنجیره واپاشی است.